# Metafase

Metafase

La metafase es la segunda fase de la mitosis y de la meiosis que sucede después de la profase en donde esta pierde la envoltura y aparecen los microtúbulos del huso acromático (también llamado meiótico o mitótico). 
Este alineamiento equilibrado en la línea media del huso se debe a las fuerzas iguales y opuestas que se generan por los cinetocoros hermanos. El nombre "metafase" proviene del griego "μετα" que significa "después".

## Metafase de la mitosis

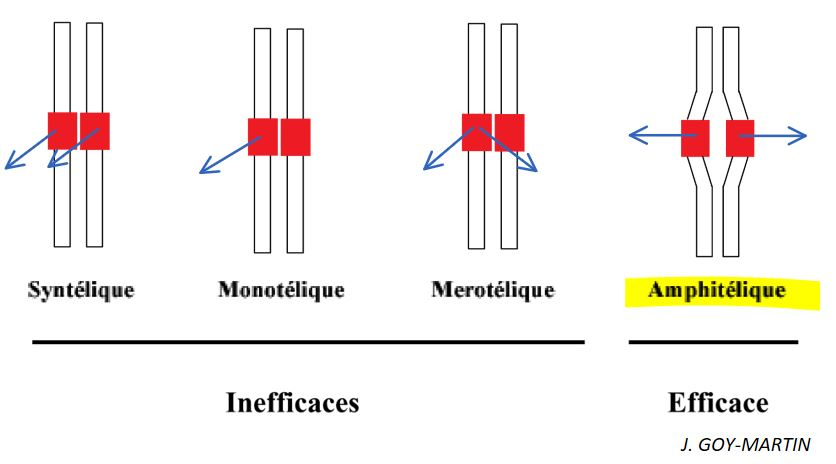
Diferentes tipos de la unión de cromosomas en la metafase.

A medida que los microtúbulos encuentran a los cinetocoros en la prometafase, los centrómeros de los cromosomas se congregan en la placa metafásica o plano ecuatorial del huso acromático, línea imaginaria equidistante de los dos polos del huso, donde se sitúan los centrosomas. Este alineamiento equilibrado se debe a las fuerzas opuestas de la misma magnitud que se generan en los cinetocoros hermanos. Los brazos cromosómicos tienden a quedar apuntando hacia la periferia de la célula y a colocarse perpendicularmente a las fibras del huso.
Dado que una separación cromosómica correcta requiere que cada cinetocoro esté asociado a un conjunto de microtúbulos, los cinetocoros que no estén anclados generan una señal para evitar la progresión prematura hacia la anafase antes de que ningún cromosoma está anclado correctamente y alineado en la placa metafásica. Esta señal activa el punto de control de la mitosis.

## Metafase de la meiosis
Durante la meiosis ocurren dos procesos de división del núcleo: Meiosis I y Meiosis II. La Meiosis I está dividida en Profase I, Metafase I, Anafase I y Telofase I. La Meiosis II lo está en la Profase II, Metafase II, Anafase II y Telofase II.
La Metafase I sucede a la Profase I, durante la cual se han formado parejas de cromosomas homólogos o bivalentes. Estos bivalentes poseen dos centrómeros, uno del cromosoma paterno y otro del materno. Dichos centrómeros no se dividen, sino que coexisten, colocándose sobre el huso a distancias iguales, por arriba y por debajo del plano ecuatorial.
La Metafase II sucede a la Profase II. Durante esta fase el huso se organiza e inserta en los cromosomas.